# Kolaitis
Kolaitis (greacă Κολαίτης) este un oraș în Grecia în prefectura Kefalonia.